# Ảo giác tần số
Ảo giác tần số, còn được gọi là Hiệu ứng Baader-Meinhof, là một hiện tượng thiên kiến nhận thức xảy ra ở một người khi đã biết đến một sự vật nào đó thì người đó nhận thấy rằng sự vật đó xuất hiện với tần số thường xuyên hơn. Đựợc đặt tên vào năm 1994 theo một câu chuyện xảy ra khi một độc giả viết trên báo St. Paul Pioneer kể rằng sau khi biết đến phái Baader-Meinhof thì người này bắt đầu nghe về nhóm này nhiều hơn, dẫn đến nhiều độc giả khác của tờ báo này viết thư chia sẻ những trải nghiệm tương tự.

Thuật ngữ "ảo giác tần số" được đặt ra vào năm 2006 bởi giáo sư ngôn ngữ học tại Đại học Stanford và Đại học bang Ohio Arnold Zwicky. Ông xem ảo tưởng này là một quá trình liên quan đến hai thiên kiến nhận thức: thiên kiến chú ý có chọn lọc (xu hướng nhận thấy những thứ nổi bật đối với chúng ta và hạ thấp những thứ còn lại) và thiên kiến xác nhận (tìm kiếm những thông tin hỗ trợ cho giả thuyết của mình trong khi bỏ qua những bằng chứng phản bác).
1. ↑  "Sunday Bulletin Board: `I have dubbed it The Baader-Meinhof Phenomenon'". Twin Cities (bằng tiếng Anh). ngày 16 tháng 10 năm 1994. Truy cập ngày 26 tháng 4 năm 2025.
2. ↑  "Language Log: Just between Dr. Language and I". itre.cis.upenn.edu. Truy cập ngày 26 tháng 4 năm 2025.